# Franceschetto Cybo
Francesco Cybo (Napoli, 1450 circa – Roma, 25 luglio 1519) è stato un politico italiano fu il figlio naturale (regolarmente legittimato) del pontefice Innocenzo VIII (Giovanni Battista Cybo). Fu comunemente noto come Franceschetto per la sua piccola statura.

## Biografia
Sposò, per motivi politici, la figlia di Lorenzo il Magnifico, Maddalena de' Medici e fu quindi cognato del pontefice Leone X (Giovanni Card. de' Medici), fratello di Maddalena. Insieme la coppia ricevette in appannaggio il Palazzo Pazzi, confiscato vent'anni prima ai responsabili della Congiura dei Pazzi.
Tuttavia, Franceschetto era un personaggio alquanto dissoluto e dedito al gioco a tal punto da avere più volte problemi finanziari. Pietro Aretino narra che perse al gioco 60.000 scudi con il cardinale Raffaele Riario che li utilizzò per completare i lavori del Palazzo della Cancelleria.
Grazie al padre, venne più volte favorito ad assumere cariche dello Stato Pontificio, come quella di Capitano generale della Chiesa. Il padre Innocenzo VIII, nel 1484, lo nominò "Conte di Ferentillo", feudo che i suoi discendenti mantennero fino al 1730. Nel 1488 divenne governatore di Roma e delle armi della Chiesa. Nel 1490 venne infeudato di Cerveteri e Anguillara, oltre a ottenere il titolo di "Conte del Sacro Palazzo Lateranense".
Sempre nel 1490, cercò di impossessarsi del tesoro della Chiesa.
Nel 1492, a seguito della morte del padre, se ne andò da Roma e soggiornò tra la Toscana e Genova. Solo con l'elezione di papa Giulio II (1503), un alleato della sua fazione familiare, poté tornare a Roma. Dal nuovo papa ricevette ancora favori: ottenne dapprima l'investitura del Ducato di Spoleto, poi, nel 1515, diventò barone romano e nel 1516 nobile di Viterbo.
Morì nel 1519 d'indigestione a un pranzo offerto dal re di Tunisi Mulah Mohammed. È sepolto in San Pietro, accanto al sepolcro del padre Innocenzo VIII.

## Discendenza
Ebbe da Maddalena otto figli, di cui sei raggiunsero l'età adulta, alcuni di grande importanza per la storia rinascimentale, tra cui Innocenzo, cardinale e poi arcivescovo di Torino e Lorenzo che, sposando Ricciarda Malaspina creò il ramo collaterale dei Cybo Malaspina.
- Lucrezia Cybo (13 dicembre 1489 - maggio 1492);
- Clarice Cybo (dicembre 1490 – 1492), nata deforme;
- Innocenzo Cybo (25 agosto 1491 – 14 aprile 1550), cardinale dal 23 settembre 1513;
- Eleonora Cybo (1499 - 1557), monaca benedettina con il nome di suor Geronima. Il 3 settembre 1513 venne nominata badessa del convento di Santa Maria del Prato a Genova;
- Lorenzo Cybo, conte di Ferentillo (20 luglio 1500 – 14 marzo 1549), il 14 maggio 1520 sposò Ricciarda Malaspina (1497–1553), erede del marchese Antonio Alberico II Malaspina di Massa;
- Caterina Cybo (13 settembre 1501 – 17 febbraio 1557), nel luglio del 1520 sposò Giovanni Maria da Varano (1481–1527), duca di Camerino;
- Ippolita Cybo (24 settembre 1503 – prima del 1555), il 5 novembre 1516 sposò Roberto Ambrogio Sanseverino (morto nel 1532), marchese di Colorno, conte di Caiazzo e signore di Bobbio;
- Giovanni Battista Cybo (6 maggio 1508 – 15 marzo 1550), vescovo di Marsiglia dal 1530.

Ebbe inoltre una figlia illegittima, Innocenza, moglie di Antonio d'Ibletto (m. ante 1530).

## Ascendenza
|                              |   |                                    | Genitori |  |  | Nonni |  |  | Bisnonni                            |  |  | Trisnonni                         |  |
|                              |   |                                    |          |  |  |       |  |  | Maurizio Cybo dei Conti di Gragnano |  |  | Alaone Cybo, II conte di Gragnano |  |
|                              |   |                                    |          |  |  |       |  |  | Maurizio Cybo dei Conti di Gragnano |  |  | Alaone Cybo, II conte di Gragnano |  |
|                              |   | Nicoletta de Marini                |          |  |  |       |  |  | Maurizio Cybo dei Conti di Gragnano |  |  |                                   |  |
| Arano Cybo, viceré di Napoli |   |                                    |          |  |  |       |  |  | Maurizio Cybo dei Conti di Gragnano |  |  |                                   |  |
|                              |   | Saracina Marocelli                 | …        |  |  |       |  |  |                                     |  |  |                                   |  |
|                              |   | Saracina Marocelli                 | …        |  |  |       |  |  |                                     |  |  |                                   |  |
|                              |   | Saracina Marocelli                 | …        |  |  |       |  |  |                                     |  |  |                                   |  |
| Papa Innocenzo VIII          |   | Saracina Marocelli                 |          |  |  |       |  |  |                                     |  |  |                                   |  |
|                              |   | Stefano de Mari, patrizio genovese | …        |  |  |       |  |  |                                     |  |  |                                   |  |
|                              |   | Stefano de Mari, patrizio genovese | …        |  |  |       |  |  |                                     |  |  |                                   |  |
|                              |   | Stefano de Mari, patrizio genovese | …        |  |  |       |  |  |                                     |  |  |                                   |  |
| Teodorina de Mari            |   | Stefano de Mari, patrizio genovese |          |  |  |       |  |  |                                     |  |  |                                   |  |
|                              |   | Livia Maria Lercari                | …        |  |  |       |  |  |                                     |  |  |                                   |  |
|                              |   | Livia Maria Lercari                | …        |  |  |       |  |  |                                     |  |  |                                   |  |
|                              |   | Livia Maria Lercari                | …        |  |  |       |  |  |                                     |  |  |                                   |  |
| Franceschetto Cybo           |   | Livia Maria Lercari                |          |  |  |       |  |  |                                     |  |  |                                   |  |
|                              | … | …                                  |          |  |  |       |  |  |                                     |  |  |                                   |  |
|                              | … | …                                  |          |  |  |       |  |  |                                     |  |  |                                   |  |
|                              | … | …                                  |          |  |  |       |  |  |                                     |  |  |                                   |  |
| …                            | … |                                    |          |  |  |       |  |  |                                     |  |  |                                   |  |
|                              |   | …                                  | …        |  |  |       |  |  |                                     |  |  |                                   |  |
|                              |   | …                                  | …        |  |  |       |  |  |                                     |  |  |                                   |  |
|                              |   | …                                  | …        |  |  |       |  |  |                                     |  |  |                                   |  |
| ?                            |   | …                                  |          |  |  |       |  |  |                                     |  |  |                                   |  |
|                              |   | …                                  | …        |  |  |       |  |  |                                     |  |  |                                   |  |
|                              |   | …                                  | …        |  |  |       |  |  |                                     |  |  |                                   |  |
|                              |   | …                                  | …        |  |  |       |  |  |                                     |  |  |                                   |  |
| …                            |   | …                                  |          |  |  |       |  |  |                                     |  |  |                                   |  |
|                              |   | …                                  | …        |  |  |       |  |  |                                     |  |  |                                   |  |
|                              |   | …                                  | …        |  |  |       |  |  |                                     |  |  |                                   |  |
|                              |   | …                                  | …        |  |  |       |  |  |                                     |  |  |                                   |  |
|                              |   | …                                  |          |  |  |       |  |  |                                     |  |  |                                   |  |